# Lenguas kuki-chin
Las lenguas kuki-chin (también mizo-kuki-chin) son un grupo filogenético establecido dentro de las lenguas tibetano-birmanas
La mayoría de hablantes de estas lenguas se conocen como kukī en asamés y como chin en birmano; algunos también son llamados naga, aunque los mizo (o lushai) también son étnicamente distintos.

## Clasificación
Durante el siglo XIX se reconoció el parentesco más estrecho de muchas lenguas kuki-chin dentro de la rama tibetano-birmana. En las primeras propuestas se propuso rápidamente un grupo kuki-chin-naga que incluía a las lenguas kuki-chin y a otros grupos heterogéneos de lenguas sino-tibetanas. Sin embargo, la mejor documentación existente en la actualidad hace que no parezca sostenible el antiguo grupo kuki-chin-naga, en términos filogenéticos, por lo que ocasionalmente si sigue usando el nombre pero solo como grupo geográfico.
Las lenguas kuki-chin propiamente dichas se pueden clasificar en cuatro grupos:
- Kuki-chin central (~860 mil hablantes en (2005)): Mizo (Lushai), Zyphe, Bawm (Banjogi), Hmar, Hakha (Lai Pawi), Ngawn, Senthang, Tawr, Zotung, Darlong, Pangkhua
- Kuki-chin septentrional (~1,05 millones de hablantes en (2005)): Falam (Hallam, incl. Laizo, Zahao), Anal, Hrangkhol, Zo (Zou, Zome), Aimol, Biete (Bete), Paite, Siyin (Sizaang), Tedim (Tiddim), Thado, Chiru, Gangte, Kom, Lamkang, Chothe (Old Kuki now Naga), Kharam (Naga), Milhiem, Monsang (Naga), Moyon (Naga), Purum (Naga), Tarao (Naga), Ralte, Ranglong, Sakachep, Simte, Vaiphei, Yos
- Kuki-chin meridional (~465 mil hablantes en (2005)): Shö (Asho/Khyang, Bualkhaw, Chinbon, and Shendu), Mara (Lakher), Khumi (Khumi proper and Khumi Awa), Daai (Nitu), Mro, Mün, Nga La, Welaung (Rawngtu)

Otros autores como Bradley (1997), conisderan que dentro del grupo kúkico pueden incluirse dos lenguas más:
- El meithei.
- El Karbi (Mikir): Karbi, Amri

## Comparación léxica
Los numerales en diferentes lenguas kuki-chin, el meithei y el kabir son:
| GLOSA | Septentrional | Septentrional | Septentrional | Septentrional | Central   | Central    | Central | Central | Meridional | Meridional | Meridional    | PROTO- KUKI-CHIN | Meithei     | Karbi (Mikir) |
| GLOSA | Anal          | Kom           | Paite         | Zome          | Chin Bawm | Chin Nagwn | Pankhu  | Mizo    | Chin Mro   | Chin Khumi | Chin Müün     | PROTO- KUKI-CHIN | Meithei     | Karbi (Mikir) |
| ----- | ------------- | ------------- | ------------- | ------------- | --------- | ---------- | ------- | ------- | ---------- | ---------- | ------------- | ---------------- | ----------- | ------------- |
| '1'   | əkʰè          | inkʰət        | xat̪           | kʰə̀t          | (pə)kʰak  | pa kʰat    | kʰakːa  | pəkʰat  | hã˧˩       | hɑ˩        | tu-mɑt˧ kʰɑt˧ | *kʰat            | ə-mə        | isi           |
| '2'   | əhnã̀          | inni          | nik           | nìː           | (pə)niʔ   | pa niʔ     | pnika   | pənhni  | ni˧˩       | n̥ɨŋ˩       | k-hĩʔ˧        | *hniʔ            | ə-ni        | hini          |
| '3'   | tʰùm          | intʰum        | tʰuŋ          | tʰum          | (pə)tʰum  | pa tʰum    | tʰumka  | pətʰum  | tʰũ˩˧      | tʰuŋ˩      | k-tʰum˩       | *tʰum            | ə-húm       | ketʰom        |
| '4'   | pəli          | mənli         | rili          | liː           | (pə)liː   | pa li      | lika    | pəlːi   | mᵊli˩˥     | pᵊlɨ˩      | k-pʰli˩       | *b-li            | mə-ri       | pʰli          |
| '5'   | pəŋã́          | rəŋa          | ŋɑ            | ŋāː           | (pə)ŋaː   | pa ŋa      | rɨŋaka  | pəŋa    | bã˩˥       | pɑŋ˧˩      | k-m̥ɑ˩         | *b-ŋa *r-ŋa      | mə-ŋa       | pʰo           |
| '6'   | tərù          | kəruk         | guk           | gùʔ           | (pə)ruk   | pa luk     | rowka   | pəruk   | tᵊru˧˩     | tᵊreuʔ˧    | k-kʰxuk˧      | *t-ruk *k-ruk    | tə-ruk      | tʰrok         |
| '7'   | təkhɔ̀         | səri          | sɔgik         | səgìː         | (pə)śəriʔ | pa saliʔ   | ʃərika  | pəʃːəri | sʰᵉri˧˩    | sᵊrɨʔ˧     | k-kʰxiʔ˧      | *s-riʔ *s-giʔ    | tə-ret      | 6+1           |
| '8'   | tərí          | kəret         | giaːt̪         | giéːt         | (pə)riat  | pa riat    | riatka  | pəriat  | tᵊja˩˧     | tᵊrjɑ˥˧    | k-kʰxet˩˧     | *k-riat *t-riat  | ni-pan 10-2 | 10-2          |
| '9'   | təkú          | ko            | koɑ           | kuɔ́ː          | (pə)kua   | pa kua     | kuakːa  | pəkːua  | tᵊkɔ˥˩     | tᵊkɔ˥˧     | k-kɔ˧         | *t-kua           | mə-pən 10-1 | 10-1          |
| '10'  | sóm           | som           | sɔm           | sɔ̀ːm          | śɔːm      | sawm       | ʃomka   | ʃom     | χa˦ sʰə˥˧  | ho˩        | xɑ˩           | *sʰawm           | tə-ra       | kep~ kre-     |
Los numerales en meithei presentan mayor similitud con las lenguas ao-naga que con las lenguas kuki-chin. El numeral *-pan que aparece en las formas para '8' y '9' en methei también aparece en las lenguas konyak.